# Ringwood, New Jersey
Ringwood är en kommun (borough) i Passaic County i New Jersey. Vid 2020 års folkräkning hade Ringwood 11 735 invånare.